# Émile Reuter
Émile Reuter (Bofferdingen, 2 agosto 1874 – Lussemburgo, 14 febbraio 1973) è stato un politico lussemburghese.
È stato primo ministro dal 28 settembre 1918 al 20 marzo 1925.